# Ricardo Favre
Ricardo Favre (Buenos Aires, 8 de febrero de 1920 - ibídem, 12 de abril de 1981) fue un militar argentino perteneciente a la Fuerza Aérea Argentina que alcanzó el rango de brigadier y gobernó de facto la Provincia de Entre Ríos entre 1966 y 1973 durante la dictadura cívico-militar autodenominada "Revolución Argentina".

## Carrera militar
Favre egresó de la Escuela de Aviación Militar en 1943 con el grado de subteniente y revistó sus primeros años de servicio en el Regimiento Aéreo N.° 2 de Caza, con asiento en El palomar. En su carácter de jefe de escuadrilla, y con el grado de teniente, Favre ofició de piloto e instructor de caza.
En 1947 integró el contingente de pilotos argentinos que fueron enviados al Reino Unido para comenzar un período de adiestramiento en el Gloster Meteor, un novedoso caza de reacción británico que fue adquirido por la Fuerza Aérea Argentina. Por entonces, los oficiales argentinos que recibían adiestramiento en los Gloster, después de los alemanes, ingleses y norteamericanos, eran los únicos pilotos del mundo que volaban aviones de reacción.
En el primer lustro de la década de 1950, con el grado de Capitán, participó de las diversas pruebas de vuelo del prototipo de avión a reacción I.Ae. 33 Pulqui II construido en la Fábrica Militar de Aviones de Córdoba.
En 1961, siendo Comodoro, se desempeñó como Jefe de la IV Brigada Aérea y en 1963 como jefe de Estado Mayor General de la Fuerza Aérea Argentina.
En los últimos meses del gobierno de Arturo Illia, ya como Brigadier, Favre integró uno de los grupos de oficiales superiores de la Fuerza Aérea más firmemente críticos del presidente constitucional, hecho que en mayo de 1966, en las vísperas del Golpe de Estado, le valió su relevo y arresto junto a los brigadieres Hugo Martínez Zuviría y Carlos Alberto Benavidez.

## Gobernador de Entre Ríos (1966-1973)
El 28 de junio de 1966, las Fuerzas Armadas perpetraron un golpe de Estado por el que derrocaron al presidente constitucional Arturo Illia y establecieron una dictadura cívico-militar autodenominada "Revolución Argentina". Simultáneamente, los Gobernadores de todas las provincias del país fueron destituidos y, en sus respectivos lugares, distintos Oficiales Superiores de las Fuerzas Armadas fueron designados por la Junta Militar como Interventores Federales. En el caso de la Provincia de Entre Ríos, el entonces Gobernador constitucional Carlos Raúl Contín (UCRP) fue destituido y reemplazado por el General de Brigada Manuel Ángel Ceretti.
Posteriormente, el 21 de agosto de 1966, el Teniente General Juan Carlos Onganía, en ejercicio de la Presidencia de la Nación, designó Gobernador de la Provincia de Entre Ríos al Brigadier (R) Ricardo Favre.

### Obra de gobierno
Favre ejerció el gobierno de Entre Ríos hasta el 25 de mayo de 1973, siendo el período de gobierno ininterrumpido con mayor duración del siglo XX en la Provincia (6 años, 9 meses, y 20 días). Inspirado en los principios del desarrollismo, de gran influencia por aquellos años, Favre proyectó y realizó obras de gran aliento y de infraestructura para la Provincia de Entre Ríos que se materializaron en la construcción de carreteras, puentes, sistemas de electrificación rural, vivienda, etc.
Durante su lapso de gobierno se ejecutaron numerosas obras públicas de infraestructura en el territorio provincial, entre las que se incluyen:
- La pavimentación de 720 km de rutas de la red vial provincial;
- La construcción de 3.226 viviendas en diversas localidades; [cita requerida]
- La extensión de las líneas de electrificación rural;
- La ampliación del servicio de agua potable a pequeños centros de población ubicados en zonas rurales;
- El inicio de las obras de construcción de los puentes internacionales General Artigas (1970) y Libertador General San Martín (1972) y de los puentes del Complejo Ferrovial Zárate - Brazo Largo (1971).

Sin embargo, el legado más destacado de su gestión en materia de obra pública, lo constituye la inauguración, el 13 de diciembre de 1969, del Túnel Subfluvial «Raúl Uranga-Carlos Sylvestre Begnis», entonces conocido como Túnel Subfluvial Hernandarias, cuya construcción había sido iniciada en marzo de 1962. Este corredor vial fue el primer nexo de comunicación efectiva establecido entre la Mesopotamia argentina y el resto del país, y su inauguración puso fin a la remota condición insular de la Provincia de Entre Ríos.
Obras en imágenes:
- Complejo Ferrovial Zárate-Brazo Largo
- Puente Colón-Paysandú
- Túnel Subfluvial Hernandarias
- Obras de pavimentación de rutas
- Plan de Viviendas del IAPV

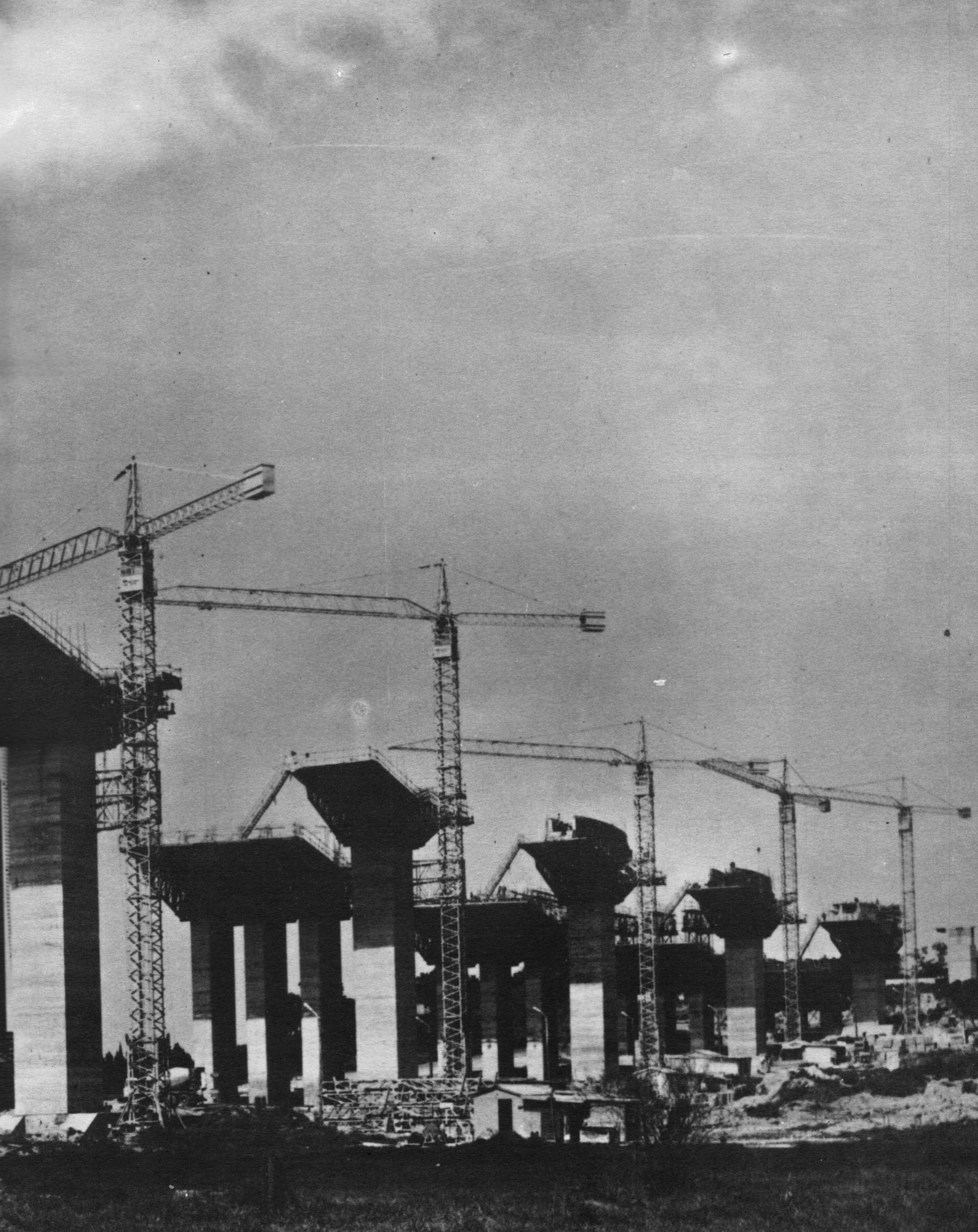
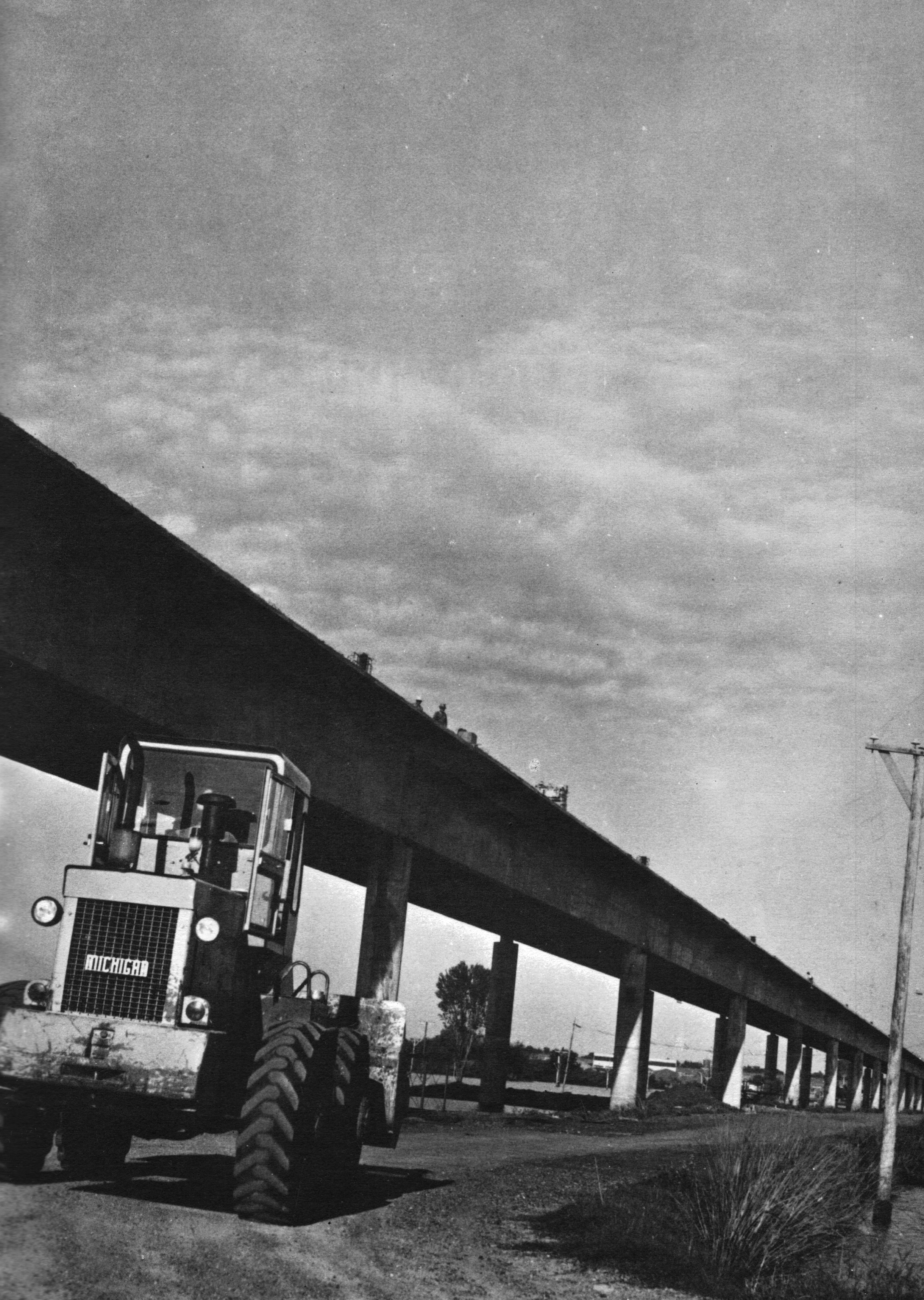
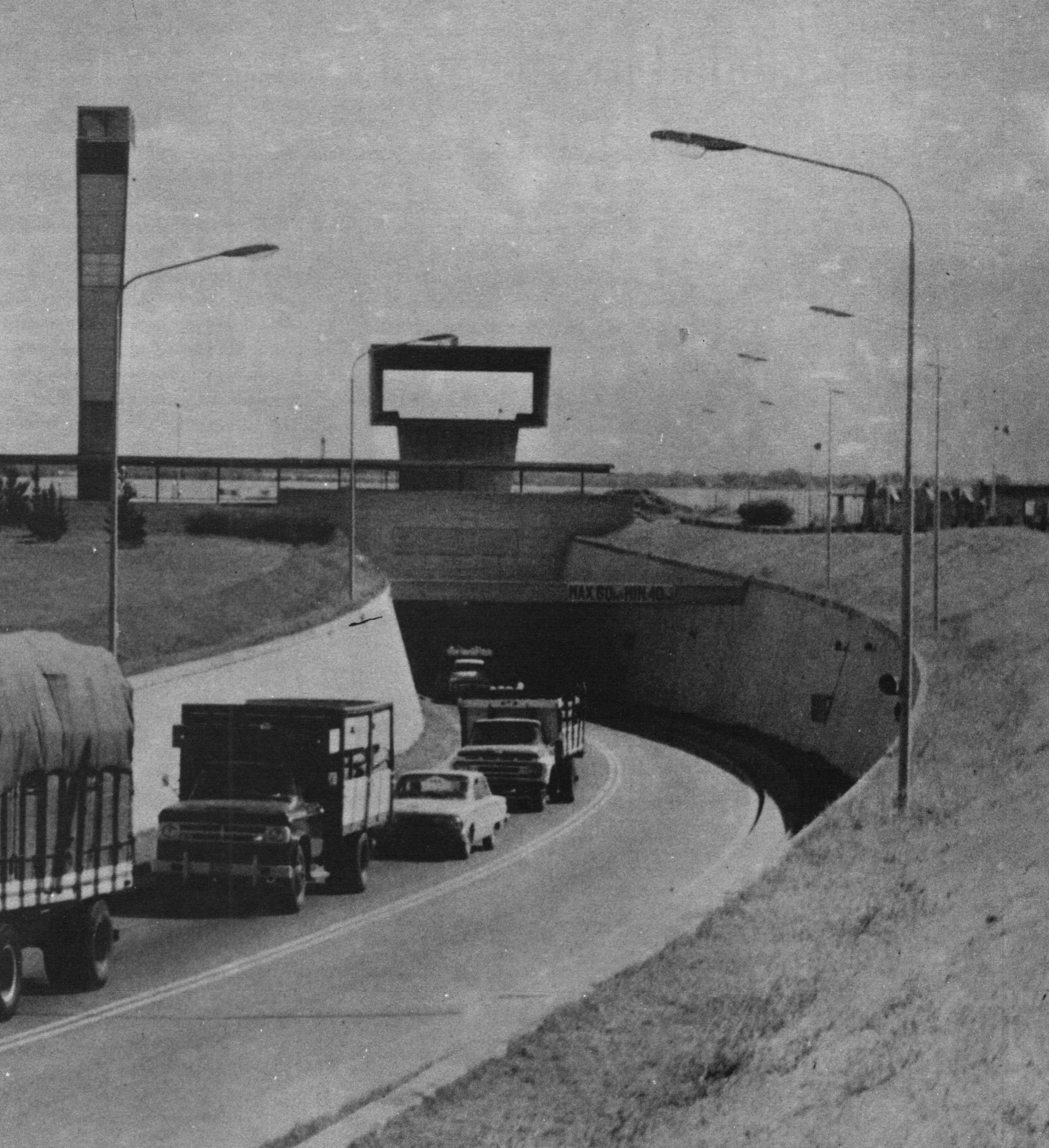
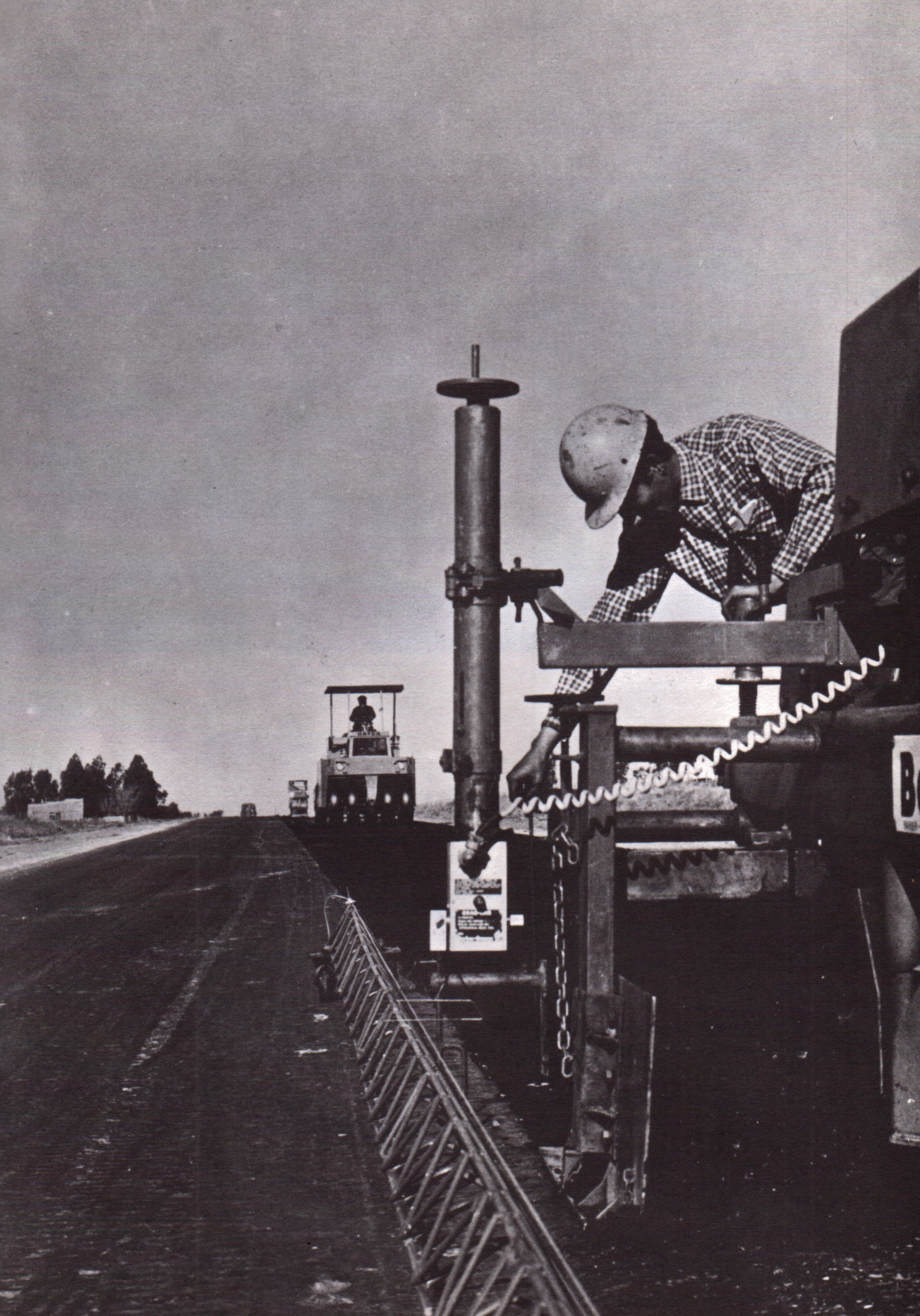
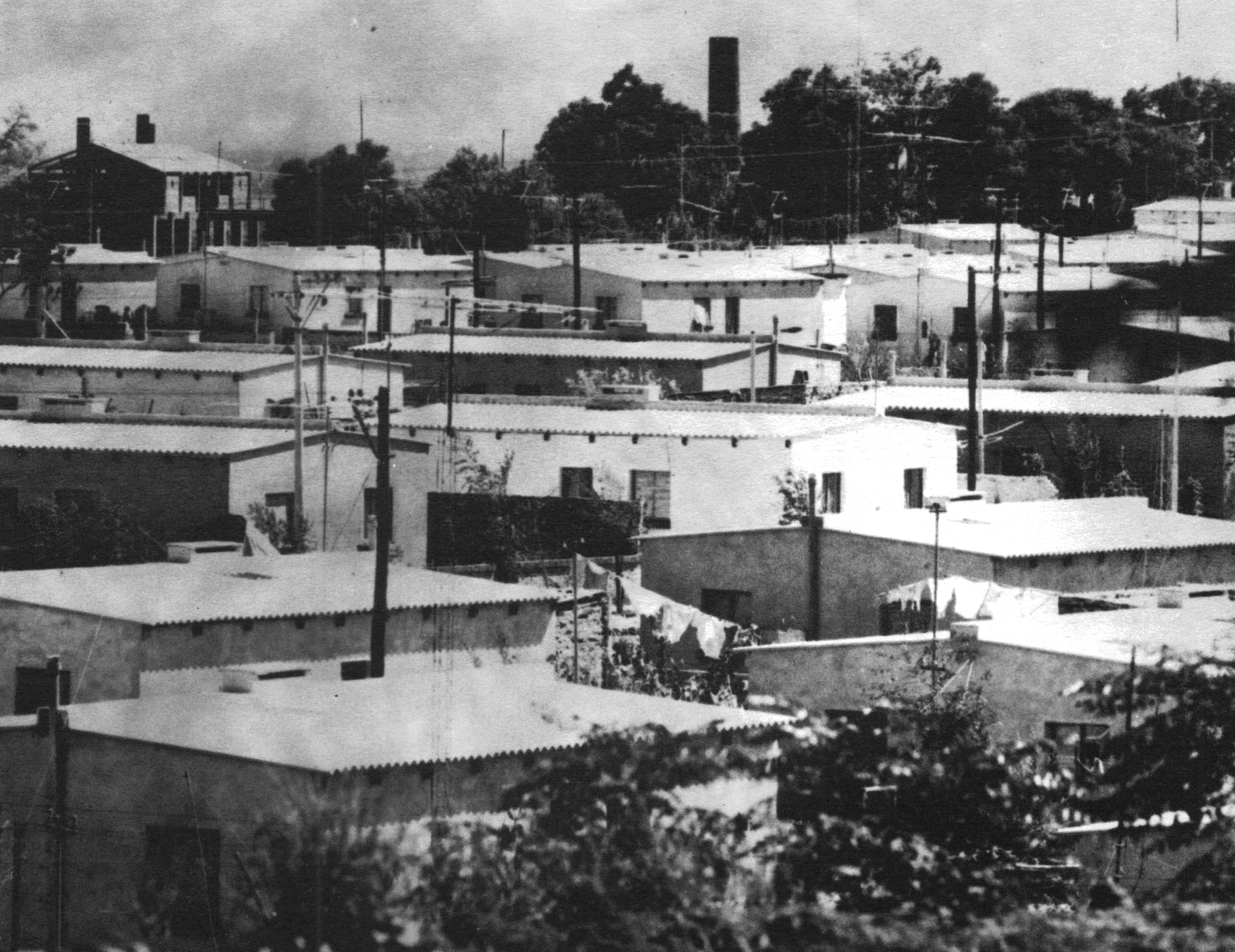

En materia de educación superior, Favre se destaca por haber encaminado las gestiones preexistentes para lograr la creación de la Universidad Nacional de Entre Ríos, proyecto que finalmente se concretó en mayo de 1973, y de la Facultad Regional Concepción del Uruguay de la Universidad Tecnológica Nacional, fundada en diciembre de 1969.[cita requerida]
Durante su administración se dispuso la creación del Departamento Federal (1972) y se oficializó, en 1967, el diseño definitivo del Escudo de la Provincia de Entre Ríos, actualmente vigente.
En las postrimerías de su mandato, el 04 de mayo de 1973, Favre creó el Instituto de Obra Social de la Provincia de Entre Ríos (IOSPER) sobre la base de la entonces Caja Mutual del Personal de la Administración Pública de Entre Ríos. Desde entonces, IOSPER es la obra social del personal del Estado entrerriano, siendo en la actualidad una de las principales obras sociales existentes en la Provincia en cuanto a la variedad de prestaciones y el nivel de cobertura ofrecido a sus afiliados.